# Randall (Familienname)
Randall ist ein englischer Familienname.

## Herkunft und Bedeutung
Randall ist ein Patronym und bedeutet Sohn des Randolph.

## Namensträger
- Adam Randall (* 1982), britischer Filmregisseur
- Addison Randall (1906–1945), US-amerikanischer Schauspieler
- Alexander Randall (Politiker) (1803–1881), US-amerikanischer Politiker (Maryland)
- Alexander W. Randall (1819–1872), US-amerikanischer Politiker (Wisconsin), Postminister
- Benjamin Randall (1789–1859), US-amerikanischer Politiker
- Bruce Randall (1946/1947–2000), US-amerikanischer Basketballtrainer
- Carl Randall (1949–2012), US-amerikanischer Jazzmusiker
- Charles Randall (Fußballspieler) (1882–??), britischer Fußballspieler
- Charles Hiram Randall (1865–1951), US-amerikanischer Politiker
- Charles S. Randall (1824–1904), US-amerikanischer Politiker
- Charles Randall (Zauberkünstler), US-amerikanischer Zauberkünstler
- Clarence B. Randall (1891–1967), US-amerikanischer Geschäftsmann und Anwalt
- Clifford E. Randall (1876–1934), US-amerikanischer Politiker
- Connor Randall (* 1995), englischer Fußballspieler
- Darryn Randall († 2013), südafrikanischer Cricketspieler
- Dave Randall (* 1967), US-amerikanischer Tennisspieler
- Don Randall (1953–2015), australischer Politiker
- Elliott Randall (* 1947), US-amerikanischer Rockgitarrist
- Emily Randall (* 1985), US-amerikanische Politikerin
- Frankie Randall (Pianist) (1938–2014), US-amerikanischer Jazz-Pianist und Sänger
- Frankie Randall (1961–2020), US-amerikanischer Boxer
- Freddy Randall (1921–1999), britischer Jazz-Trompeter
- George Morton Randall (1841–1918), amerikanischer General der Unionsarmee
- Graeme Randall (* 1975), britischer Judoka
- Harrison Randall (1870–1969), US-amerikanischer Physiker
- Helen A. Randall (* 1927), US-amerikanische Fischkundlerin
- Henry S. Randall (1811–1876), US-amerikanischer Politiker
- Jack Randall (1794–1828), englischer Boxer in der Bare-knuckle-Ära
- Jack Randall (Schauspieler) (1906–1945), US-amerikanischer Schauspieler
- James K. Randall (Komponist) (1929–2014), US-amerikanischer Komponist und Musikwissenschaftler
- James Randall (Segler), US-amerikanischer Segler
- James G. Randall (1881–1953), US-amerikanischer Historiker
- James Ryder Randall (1839–1908), US-amerikanischer Journalist und Dichter
- Jasper Randall (* 1974), US-amerikanischer Komponist
- Jesse Randall (* 2002), neuseeländischer Fußballspieler
- John Randall (Musiker) (1715–1799), britischer Organist und Komponist, vermuteter Mitkomponist am Westminsterschlag
- John Randall (Leichtathlet) (* 1930), australischer Sprinter
- John Ernest Randall (1924–2020), US-amerikanischer Zoologe
- John Herman Randall, Jr. (1899–1980), US-amerikanischer Philosoph
- John Turton Randall (1905–1984), britischer Physiker
- John Witt Randall (1813–1892), US-amerikanischer Naturforscher und Kunstsammler
- Josh Randall (Schauspieler, 1972) (* 1972), US-amerikanischer Schauspieler
- Josh Randall (Schauspieler, 1987) (* 1987), US-amerikanischer Schauspieler
- June Randall († 2015), britische Script-Supervisorin
- Ken Randall (1888–1947), kanadischer Eishockeyspieler
- Kevin Randall (* 1966), US-amerikanischer Geistlicher, Erzbischof und Diplomat
- Kikkan Randall (* 1982), US-amerikanische Skilangläuferin
- Lexi Randall (* 1980), US-amerikanische Schauspielerin
- Lois Randall, australische Fernsehproduzentin
- Marga L. Randall (* 1930), US-amerikanische Autorin
- Lisa Randall (* 1962), US-amerikanische Physikerin
- Marcus Randall (* 1982), US-amerikanischer American-Football-Spieler
- Mark Randall (* 1989), englischer Fußballspieler
- Marta Randall (* 1948), US-amerikanische Science-Fiction-Autorin
- Martha Randall (* 1948), US-amerikanische Schwimmerin
- Meg Randall (1926–2018), US-amerikanische Schauspielerin
- Mike Randall (* 1962), US-amerikanischer nordischer Kombinierer
- Mónica Randall (* 1942), spanische Schauspielerin
- Nikki Randall (* 1964), US-amerikanische Pornodarstellerin
- Peter Randall (Soldat) (1930–2007), britischer Sergeant
- Peter Randall-Page (* 1954), britischer Bildhauer
- Peter Ralph Randall (* 1935), südafrikanischer Herausgeber, Lehrerbildner und Hochschullehrer
- Samuel J. Randall (1828–1890), US-amerikanischer Politiker
- Stephanie Randall (* 1942/1943), südafrikanisches Model und Schauspielerin
- Stuart Randall (1909–1988), US-amerikanischer Schauspieler
- Stuart Randall, Baron Randall of St Budeaux (1938–2012), britischer Politiker
- Sue Randall (1935–1984), US-amerikanische Schauspielerin
- Suzanna Randall (* 1979), deutsche Astrophysikerin und Astronautenkandidatin
- Suze Randall (* 1946), englische Photographin
- Teresa Stich-Randall (1927–2007), US-amerikanische Sopranistin
- Tony Randall (1920–2004), US-amerikanischer Schauspieler
- Vicky Randall (1945–2019), britische Politikwissenschaftlerin
- Walter Randall (1919–2008), britischer Schauspieler
- Will Randall (* 1966), englischer Autor
- William H. Randall (1812–1881), US-amerikanischer Politiker
- William J. Randall (1909–2000), US-amerikanischer Politiker
- William Peter Randall (* 1964), kanadischer Musiker und Politiker